# TRAPPIST-1 b
2MASS J23062928-0502285 b
TRAPPIST-1 b est la première exoplanète tellurique du système planétaire de TRAPPIST-1 dont la découverte est annoncée en 2016. C'est la deuxième plus grosse planète du système planétaire.

## Caractéristiques

### Caractéristiques physiques
La température d'équilibre de la surface de la planète est 391,8 K (118,8 °C) avec une incertitude de 5,5.
Des observations issues du télescope spatial James Webb montrent que la face jour de la planète doit avoir une température proche de 227 °C, ce qui correspondrait à une absence d'atmosphère.
Le manteau de la planète serait composé de magma en raison des forces de marée, vu que la planète est proche de son étoile. TRAPPIST-1 b est la planète la plus proche de son étoile qu'on ait découverte, il y fait donc très chaud et l'effet de la gravité de son étoile y est très important,,. Son diamètre est de 14 284 km.

### Caractéristiques orbitales
Cette planète orbite autour de son étoile en environ 1,5 jour et est à environ 0,01 UA de son étoile, soit environ 1,5 million de km,.
Elle est probablement verrouillée gravitationnellement, et présente donc toujours la même face à son étoile.

## Habitabilité
Cette planète est trop proche de son étoile pour abriter la vie, c'est la planète la plus proche de son étoile et l'eau y serait sous forme de vapeur. Elle ne se situe donc pas dans la zone habitable.

## Composition théorique
Toutes les planètes du système TRAPPIST-1 dont TRAPPIST-1 b pourraient avoir trois types de compositions qui seraient peut-être similaires les unes aux autres à cause de leurs densités elles aussi similaires. Les trois compositions théoriques sont les suivantes :
1. la planète (et les autres) seraient dépourvues de noyau, avec une surface rocheuse faite de fer mélangé à d'autres éléments ;
2. une surface rocheuse et un noyau en fer proportionnellement plus petit que celui de la terre ;
3. une surface océanique et un gros noyau. Cette théorie n'est valable que pour les 4 planètes les plus lointaines du système.